# Танкгеннок Тауншип (округ Вайомінг, Пенсільванія)
Танкгеннок Тауншип (англ. Tunkhannock Township) — селище (англ. township) в США, в окрузі Вайомінг штату Пенсільванія. Населення — 3974 особи (2020).

## Демографія
Згідно з переписом 2010 року, у селищі мешкали 4273 особи в 1675 домогосподарствах у складі 1192 родин. Було 1899 помешкань
Расовий склад населення:
| - 98,4 % — білих - 0,6 % — азіатів - 0,3 % — чорних або афроамериканців - 0,1 % — корінних американців |

До двох чи більше рас належало 0,7 %. Частка іспаномовних становила 0,7 % від усіх жителів.
За віковим діапазоном населення розподілялося таким чином: 19,9 % — особи молодші 18 років, 62,3 % — особи у віці 18—64 років, 17,8 % — особи у віці 65 років та старші. Медіана віку мешканця становила 44,4 року. На 100 осіб жіночої статі у селищі припадало 99,5 чоловіків;  на 100 жінок у віці від 18 років та старших — 96,6 чоловіків також старших 18 років.
Середній дохід на одне домашнє господарство  становив 70 120 доларів США (медіана — 63 571), а середній дохід на одну сім'ю — 77 082 долари (медіана — 72 563). За межею бідності перебувало 6,3 % осіб, у тому числі 5,2 % дітей у віці до 18 років та 1,6 % осіб у віці 65 років та старших.
Цивільне працевлаштоване населення становило 1968 осіб. Основні галузі зайнятості: освіта, охорона здоров'я та соціальна допомога — 15,0 %, роздрібна торгівля — 14,1 %, виробництво — 14,1 %.